# ورزشگاه مرکز ورزشی دالیان
ورزشگاه مرکز ورزشی دالیان (به لاتین: Dalian Sports Centre Stadium) یک ورزشگاه در چین است که در دالیان واقع شده‌است.